# Raymond Bracken
Raymond Cope Bracken (Steubenville, Ohio 8 de janeiro de 1891 - Columbus, Ohio 23 de outubro de 1974) foi um atirador esportivo americano que competiu nos Jogos Olímpicos de Verão de 1920.
Treinado por James H. Snook, Bracken fez sua estreia vencendo o Campeonato Nacional de Pistola para Novatos da United States Revolver Association de 1917.
Em 1920, junto com seu treinador, ele ganhou a medalha de ouro como membro da equipe americana na competição de pistola livre de 50 metros por equipe e a medalha de prata na pistola militar individual de 30 metros na Antuérpia 1920. Ele também participou da competição individual de pistola livre de 50 metros.

## Links externos
- Raymond Bracken em databaseOlympics.com